# 나루세 미키오
나루세 미키오(일본어: 成瀬 巳喜男, 1905년 8월 20일 ~ 1969년 7월 2일)는 일본 도쿄부(현: 도쿄도) 출신 영화 감독으로, 1930년부터 1967년까지 약 89편의 영화를 감독했다.

## 주요 작품
- 1951년 《밥》
- 1952년 《엄마》
- 1953년 《부부》
- 1953년 《아내》
- 1953년 《오누이》
- 1954년 《산의 소리》
- 1955년 《부운》
- 1961년 《아내로서 여자로서》
- 1967년 《흐트러진 구름》